# Edward Robert Hughes

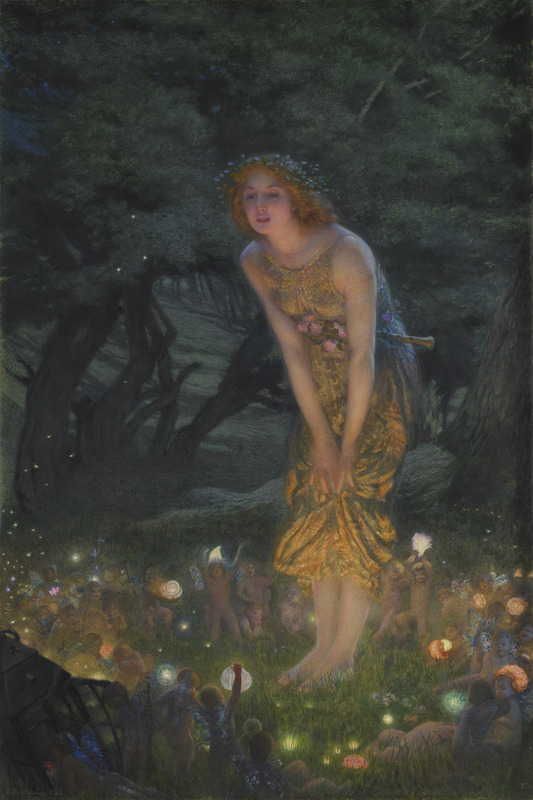
Midsummer Eve, c. 1908

Edward Robert Hughes (5 de novembro de 1851 – 23 de abril de 1914) foi um pintor inglês que trabalhou principalmente com aquarelas, mas também produziu um número significante de pinturas a óleo. Ele foi influenciado por seu tio e artista eminente, Arthur Hughes que era associado com a Irmandade Pré-Rafaelita, e costumava colaborar com um dos fundadores da Irmandade, William Holman Hunt.

## Trabalho
Tendo escolhido seu trabalho, Edward Robert Hughes estudou na Heatherley's em Londres para se preparar para uma possível oportunidade de estudar na Academia Real Inglesa.:11 Hughes começou a estudar na Academia Real Inglesa em 1868. Enquanto o Pré-Rafaelismo teve um papel importante no trabalho de Hughes, o Esteticismo também é presente nas suas pinturas.
E.R.Hughes é muito conhecido pelas suas pinturas Midsummer Eve e Night With Her Train of Stars ainda assim, ele construiu uma carreira pintando retratos para as pessoas de classe alta.:17
Além de ser um artista talentoso, E.R.Hughes também era assistente de um dos fundadores da Irmandade Pré-Rafaelita William Holman Hunt. Posteriormente Hunt seria acometido por um glaucoma e Hughes fez uma contribuição substancial para algumas das pinturas de Hunt's.:30 Duas das pinturas en que Hughes e Hunt trabalharam juntos são The Light of the World, que está exposta na Catedral de São Paulo, e The Lady of Shalott, que está exposta no Wadsworth Atheneum. 
Por conta própria ele experimentou técnicas ambiciosas e era um perfeccionista; ele fez muitos estudos para várias de suas pinturas, algumas que se tornaram boas o bastante para serem expostas.

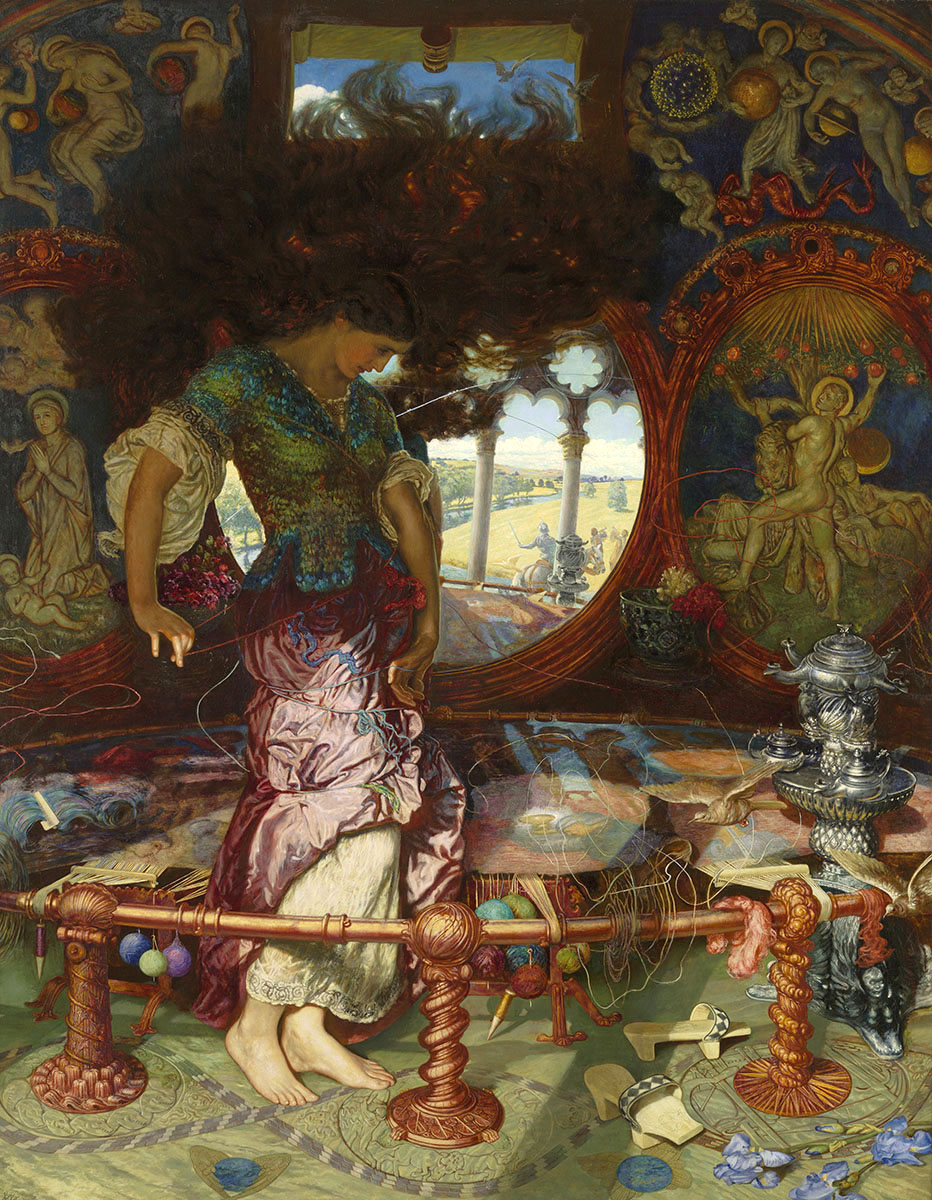
Lady of Shalott, 1889-1892, pintura de Holman Hunt com o apoio de Hughes.

Hughes teve vários cargos importantes na comunidade artística ao longo de sua vida, como tornar-se membro do Sindicato dos Trabalhadores da Arte em 1888, assumindo o posto de membro do comitê entre 1895 e 1897.:21 Ele foi eleito Membro Associado da Academia Real da Aquarela, Royal Watercolour Society (ARWS)  18 de fevereiro de 1891, Tendo escolhido como obra para admissão ao posto de membro pleno uma pintura mística (Oh, What's That in the Hollow?) inspirada por um poema de Christina Rossetti chamado Amor Mundi.:23 Sua pintura A Witch foi dada pela Sociedade Real da Aquarela para o Rei Eduardo VII e Rainha Alexandra para marcar a coroação em 1902. Esta obra é baseada na sua ilustração denominada The Demon transporting Isabella to Ortodosia no livro The Italian Novelists de W.G. Waters, publicado em 1901. Posteriormente Hughes foi vice-presidente da RWS, saindo em 1903.:29 Em sua carreira E.R.Hughes exibiu seus trabalhos em várias galerias de Londres: Dudley Gallery, Grosvenor Gallery, New Gallery, The Royal Academy, e no final de sua carreira, ele exibiu suas pinturas na Sociedade Real de Pintores de Aquarela (RWS).:1
Seus trabalhos podem ser vistos em coleções públicas como em: Cartwright Hall, Bradford, Cambridge & County Folk Museum, Maidstone Museum & Art Gallery, Bruce Castle Museum, Kensington Central Library, Birmingham Museum and Art Gallery, o Ashmolean Museum, Oxford, the Harris Museum & Art Gallery, Preston, e o National Trust for Scotland.
O Birmingham Museums Trust organizou uma exibição retrospectiva, Enchanted Dreams: The Pre-Raphaelite Art of E.R. Hughes, entre 17 de outubro de 2015 e 21 de fevereiro de 2016 na Birmingham Museum and Art Gallery.
Seu recorde em leilões é de US$866,500 pela pintura Dream Idyll (A Valkyrie), alcançado em Sotheby (New York) no dia 22 de outubro de 2009.

## Vida pessoal
E.R. Hughes (conhecido pela família como "Ted") nasceu em Clerkenwell, Londres, em 1851, sendo filho de Edward Hughes, Sr. e Harriet Foord. Ele tinha um irmão, William Arthur Hughes, que era dois anos mais novo que ele e trabalhava construindo quadros, e depois em 1891 tornou-se fotógrafo. Durante a década de 1860 ele viveu por um tempo com a família de seu tio Arthur Hughes, cujo filho Arthur Foord Hughes, também era artista.:10 Em 1874 Hughes ficou noivo de Mary MacDonald, filha do escritor George MacDonald. Mary faleceu quatro anos depois. Em 1883 Hughes casou-se com Emily Eliza Davies.:17 Em 1913 eles se mudaram para St Albans, Hertfordshire, onde mais tarde, ele viria a sofrer de apendicite. Ele faleceu em casa após uma cirurgia em 23 de abril de 1914. O casamento não gerou filhos.

## Lista de obras
- The Spinet (1870), Aquarela
- Evensong (1871), Coleção particular, Aquarela
- Hushed Music (1871), Pintura a óleo
- A rainy Sunday  (1872), Coleção particular, Aquarela
- Sabbath Morn (1872), Coleção particular, Pintura a óleo
- Caroline Hill (1873) Bruce Castle Museum, Londres, Pintura a óleo
- Mrs Cecelia Bowen-Summers (1874)
- Gray Hill (1874) Bruce Castle Museum, Londres, Pintura a óleo
- The Picture Book aka A Brother and Sister seated before a Hearth (1875), Coleção particular, Pintura a óleo
- A Young Beauty (1875), Coleção particular, Pintura a óleo
- A Basket of Oranges aka George Mackay Macdonald(1878), Philadelphia Museum of Art, EUA, Aquarela
- Landscape with Trees (1880), Kensington Central Library, Pintura a óleo
- Miss Frances Georgina Mitford (1880), Aquarela
- Portrait of a Lady (1883), Giz
- Mildred (1885), Giz
- Robert (1885), Giz
- Henriette Imrie Beausire (1887), Giz
- Nora Janet Beausire (1887), Giz
- Bell and Dorothy Freeman  (1889), Geffrye Museum, Londres, Aquarela
- Pack Clouds Away and Welcome Day (1890), Aquarela
- In the Corner Chair (1891), Coleção particular, Giz
- The careless Shepherd (1892)
- Dealing with the Fairies (1892), Coleção particular
- Mrs Douglas Arden (1892)
- The Poet Gringoire (1892)
- Fra Lippo Lippi (1893), Aquarela
- Study for a Picture aka Fra Lippo Lippi (1893), Williamson Art Gallery and Museum, Birkenhead, Desenho
- Biancabella e Samaritana aka Biancabella and Samaritana, her Snake Sister (1894)
- Portrait of a Child with a Chair (1894), Giz
- William Holman Hunt (c.1894), Coleção particular
- Betruccio's Bride (1895), Coleção particular
- Elaine Blunt (1895), Giz
- Portrait of a Man (1895), Giz
- Oh, What's That in the Hollow? (c.1895), Royal Watercolour Society, Aquarela
- The Shrew Katherina (1896), Coleção particular
- Hilda Virtue Tebbs (1897)
- Margaret Webster (1897), Giz
- Men in the Park (1897)
- Diana's Maidens aka A Coward (1898), Coleção particular, Aquarela
- Lewis F. Day (1900)
- Twixt Hope and Fear (c.1900), Pintura a óleo
- Woman walking her Dog aka The Transformation of Callisto (c. 1900), Aquarela
- Gwendolen Freeman (1901)
- The Princess out of School(c.1901), National Gallery of Victoria, Melbourne, Australia, Aquarela
- A Witch (1902), Royal Collection, Aquarela
- Margaret Ellinor Morse  (1902), Coleção particular
- Dream Idyll (A Valkyrie) (c.1902), Coleção particular
- Anthony Freeman (1903), Aquarela
- The lesser Light (1904)
- Dusky Night (1905), Coleção particular
- Wings of the Morning (1905), Coleção particular, Mixed Media
- Alphonse Legros (c.1905), Harvard Art Museums, Cambridge, EUA
- Dick the Shepherd (1906)
- The Mantilla (1906)
- Orazio Cervi (1906)
- The Valkyrie's Vigil (1906), Coleção particular
- William Callow (c.1906), National Portrait Gallery, Londres
- Heart of Snow (1907)
- Monna Giovanna (1907), Aquarela
- All that I Saw at the Wedding aka Bridesmaid (1908), Harris Museum, Preston, Aquarela
- Avery Colebrook as a Boy (1908), Pastel
- Portrait of an elderly Lady (1908), Giz
- Midsummer Eve (c.1908), Coleção particular
- The Grass of Parnassus (1909)
- Head Study of a Young Girl (1909), Coleção particular
- The Journey's End (c.1910), Coleção particular, Aquarela
- Waxing Moon (1910), Aquarela
- Radiant Moon (1910), Coleção particular, Aquarela
- Waning Moon (1910), Aquarela
- Shrouded Moon (1910), Aquarela
- Christopher Garnett (1911)
- Summer Fantasy (1911)
- Study of a Head (1911), Coleção particular
- Weary Moon (1911), Aquarela
- Twilight Fantasies (1911)
- Blondel's Quest (1912), Ashmolean Museum, Oxford, Aquarela
- Marion Fry Pease (1912), Pastel
- Night with her Train of Stars (1912), Birmingham Museum and Art Gallery, Mixed Media
- Byram's Tryst, Pintura a óleo
- Charles Edward Leith-Hay Clark, Leith Hall, Kennethmont, Pintura a óleo
- Day, Coleção particular, Aquarela
- Daydreams
- Dayspring
- Elsie Bibby
- The Expulsion, Cartwright Hall, Bradford
- Fisher Lane by Great Bridge, Cambridge, Museum of Cambridge, Pintura a óleo
- In Dreams
- Isle of the Stormy Capes, Iona, Aquarela
- John Mackenzie- A Cuillin Guide, Giz
- Margaret Webster
- Milkmaid in front of a Landscape, Pintura a óleo
- Making Music
- A Mediterranean Landscape, Pintura a óleo
- A misty River, Pintura a óleo
- Night, Coleção particular, Aquarela
- The Nymph Callisto, Aquarela
- An Old Stump in Epping Forest, Pintura a óleo
- Orlando, Mixed Media
- The Pipe Smoker, Giz
- Princess out of School, Lápis e Tinta
- Returning Home, Pintura a óleo
- Portrait of Rosalind, Coleção particular
- Royal Procession, Knohl Collection, USA, Pintura a óleo
- The Shepherd Boy, Pintura a óleo
- Study of a young Tennis Player, Mixed Media
- Tithe in Kind, Aquarela
- Trees at Twilight, Mixed Media
- A Viking, Portrait of Harold Norbury, Mixed Media
- Woman in a Shawl, Mixed Media
- With the Wind, Coleção particular, Pastel
- A young Child, Giz

## Pinturas selecionadas

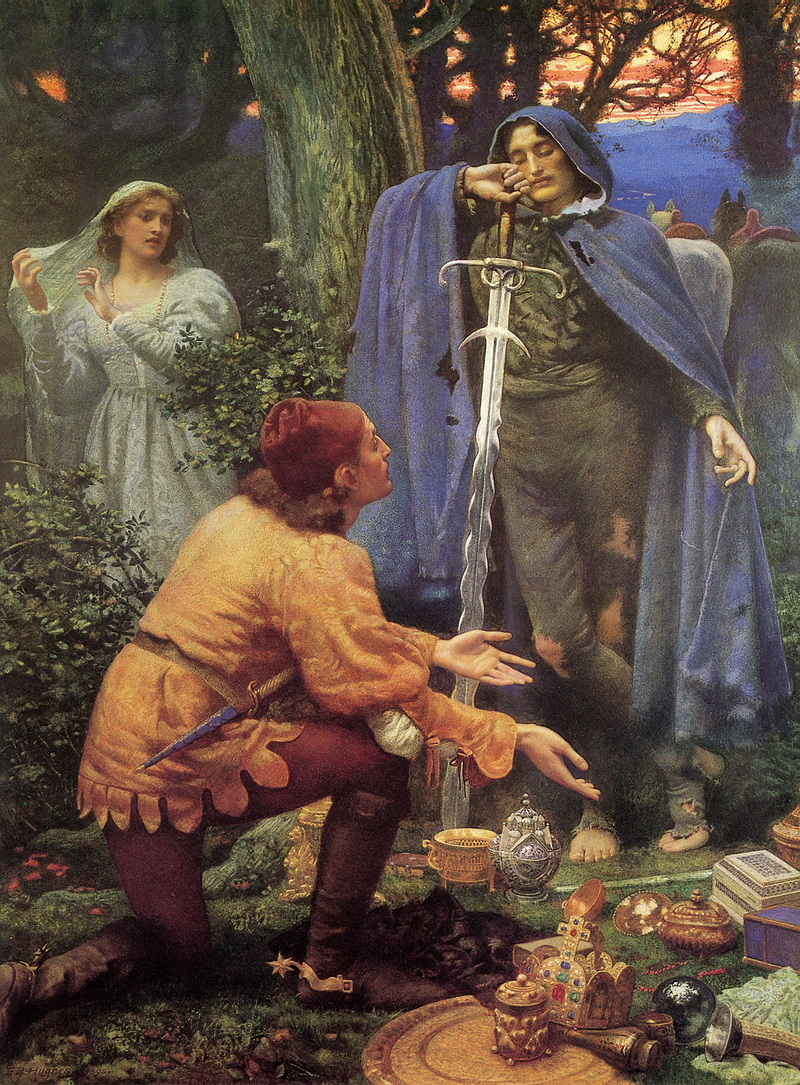
Bertuccio's Bride
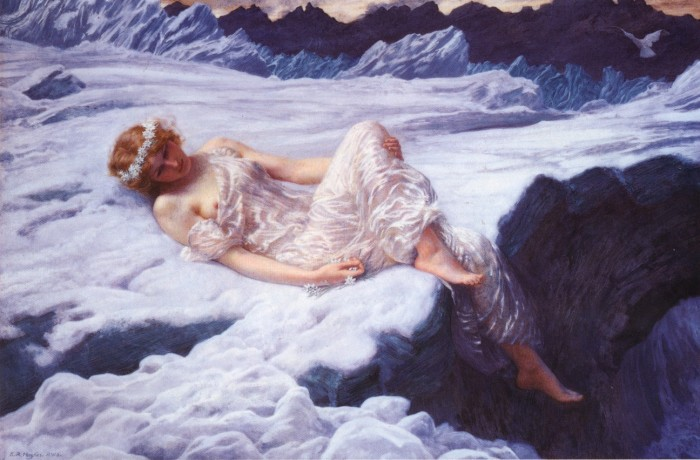
Heart of Snow
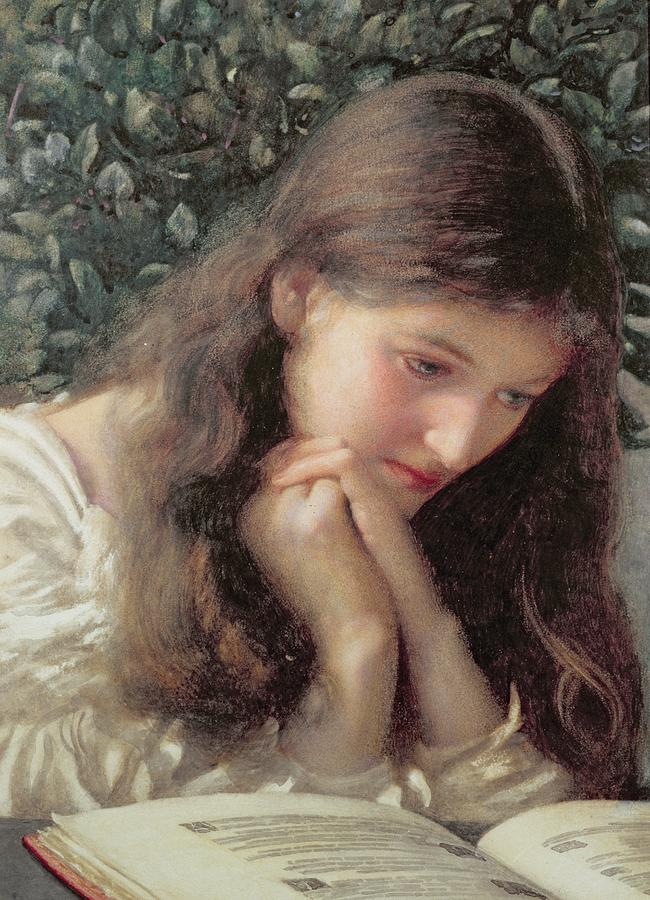
Idle Tears
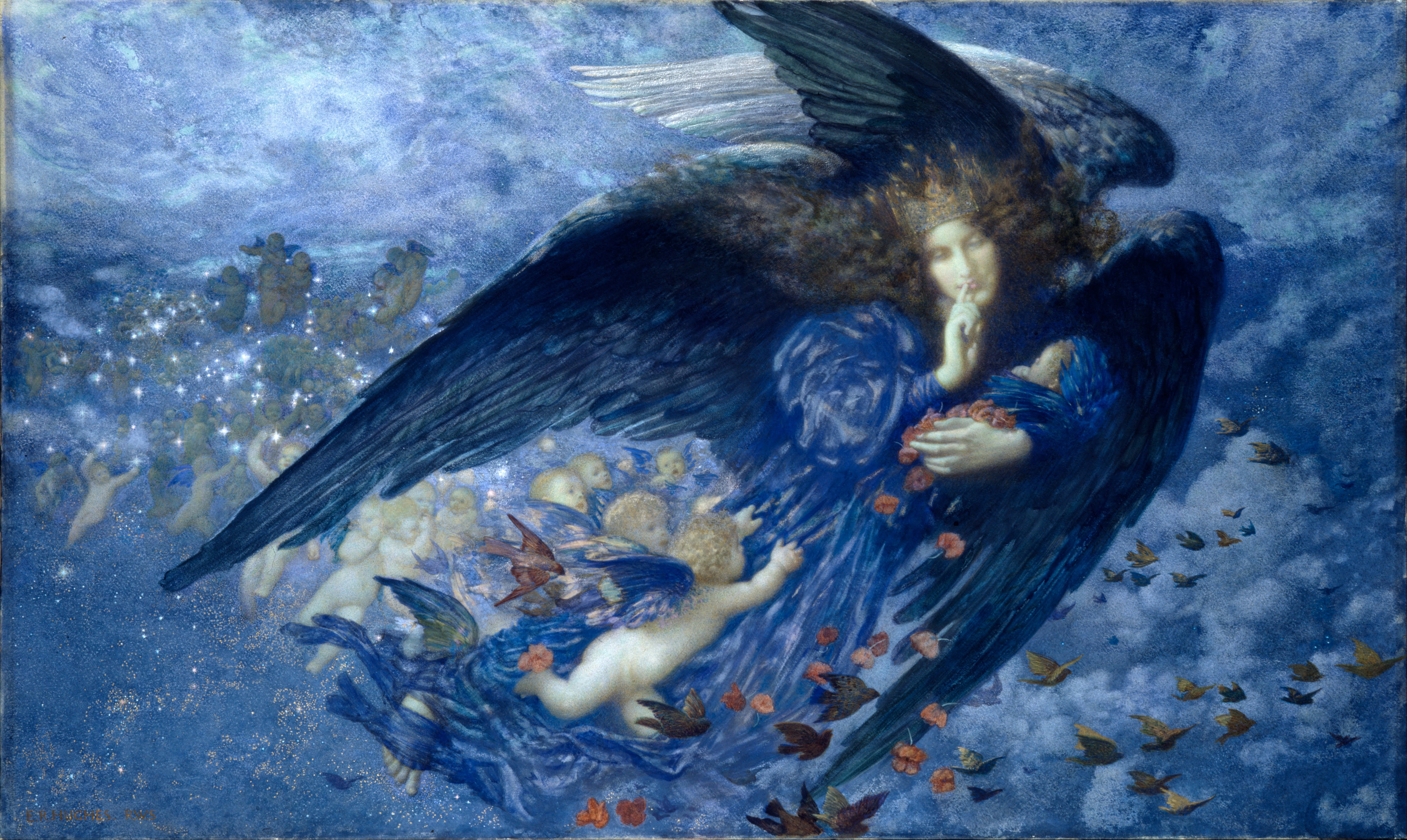
Night with her Train of Stars
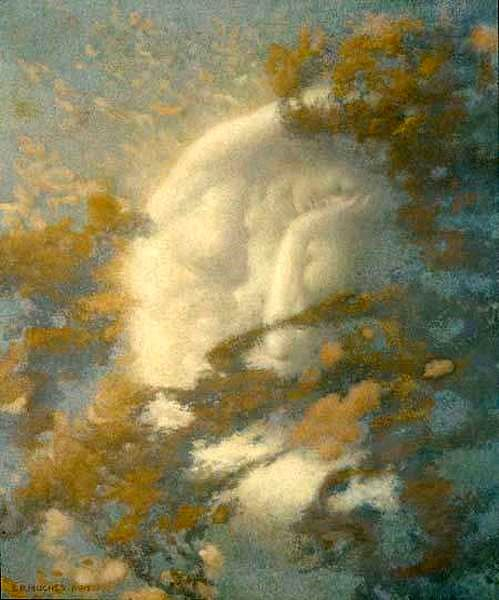
Pack Clouds Away and Welcome Day
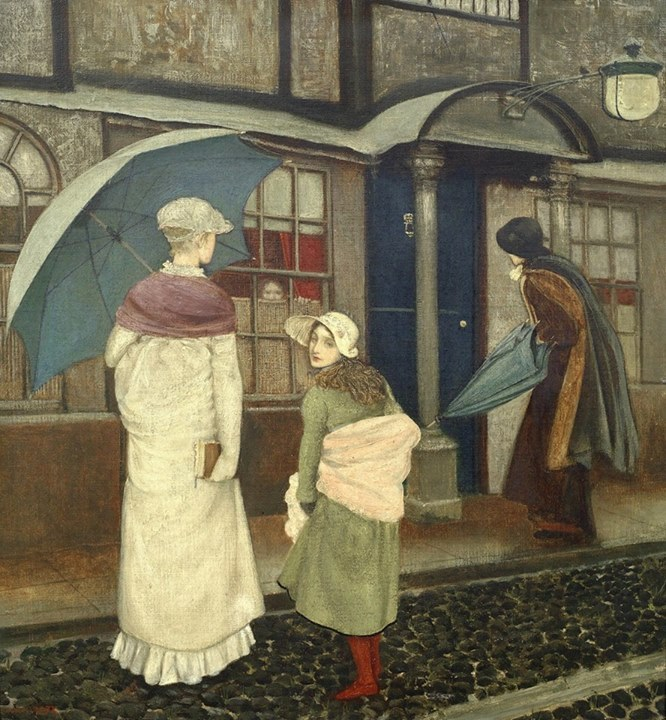
Sabbath Morn
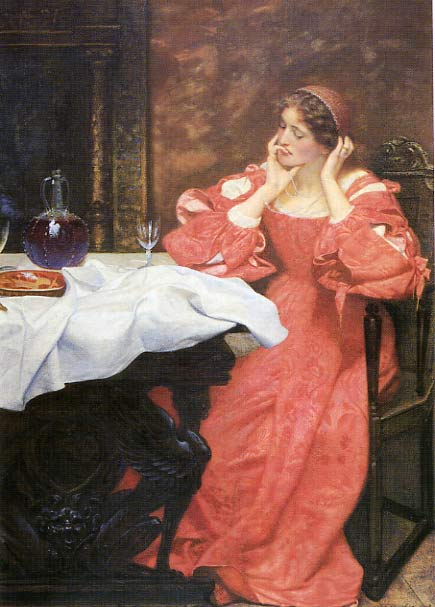
The Shrew Katherina
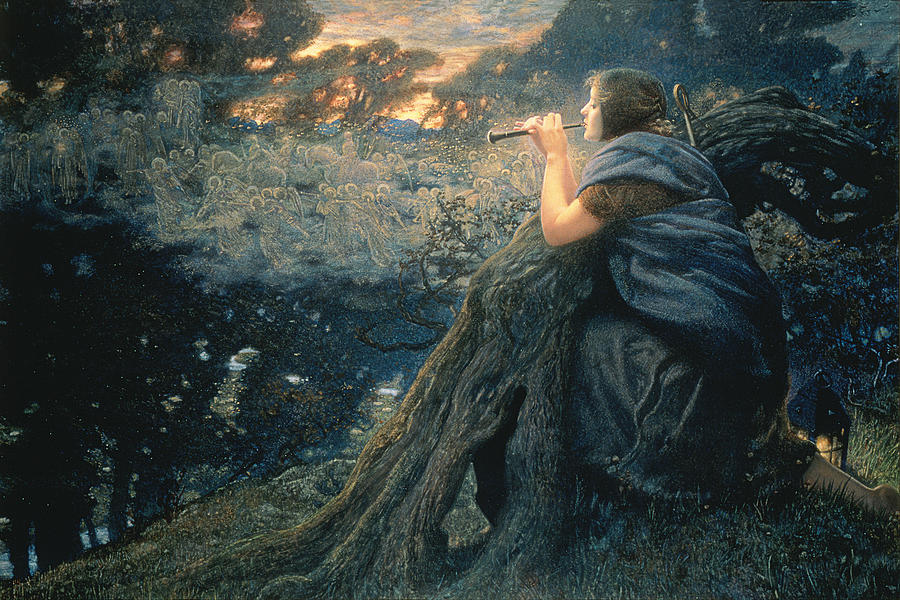
Summer Fantasy.
The Valkyrie's Vigil.
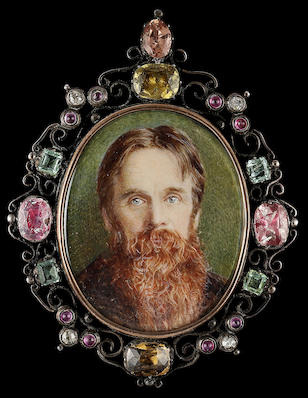
William Holman Hunt
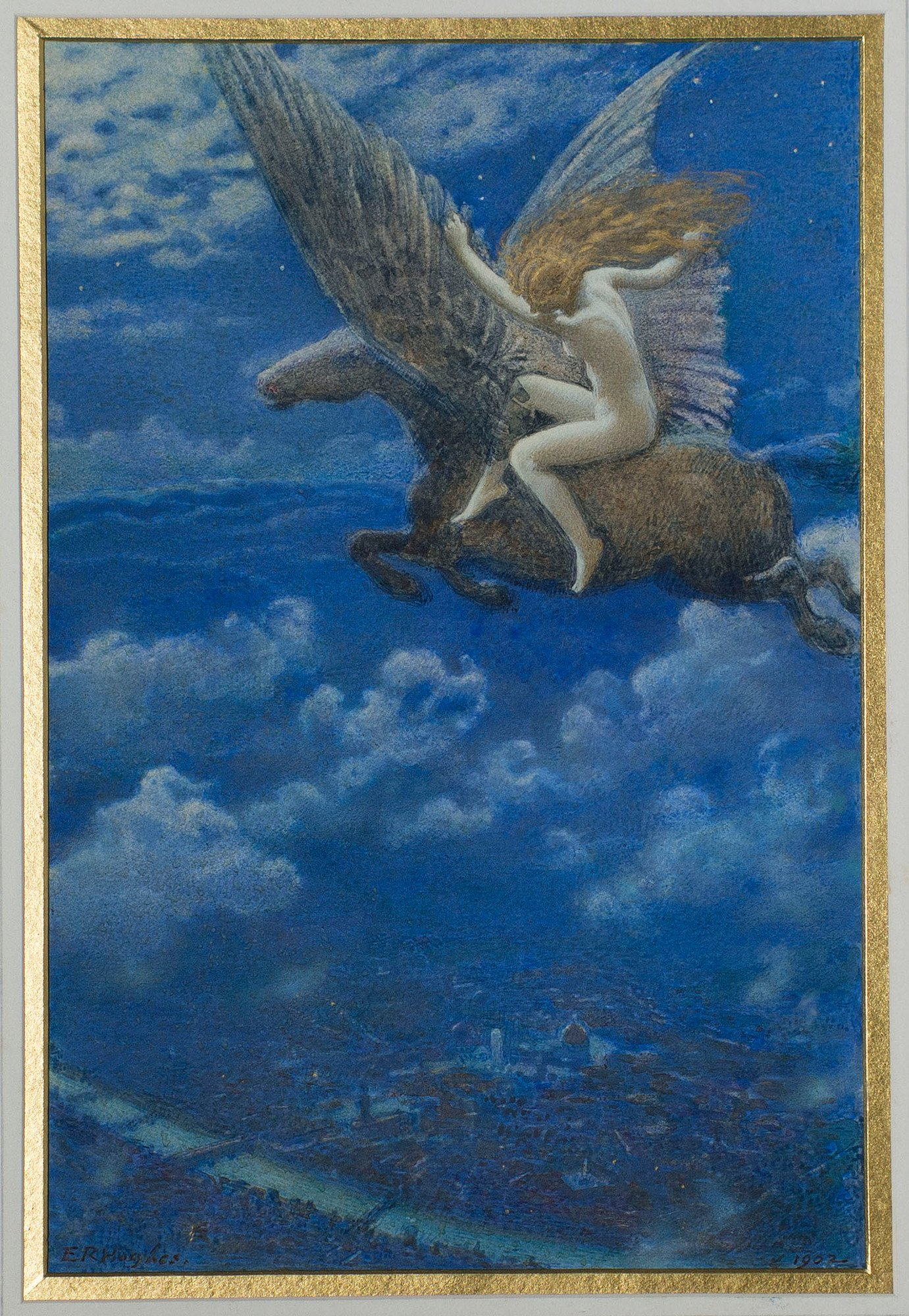
Dream Idyll (A Valkyrie)
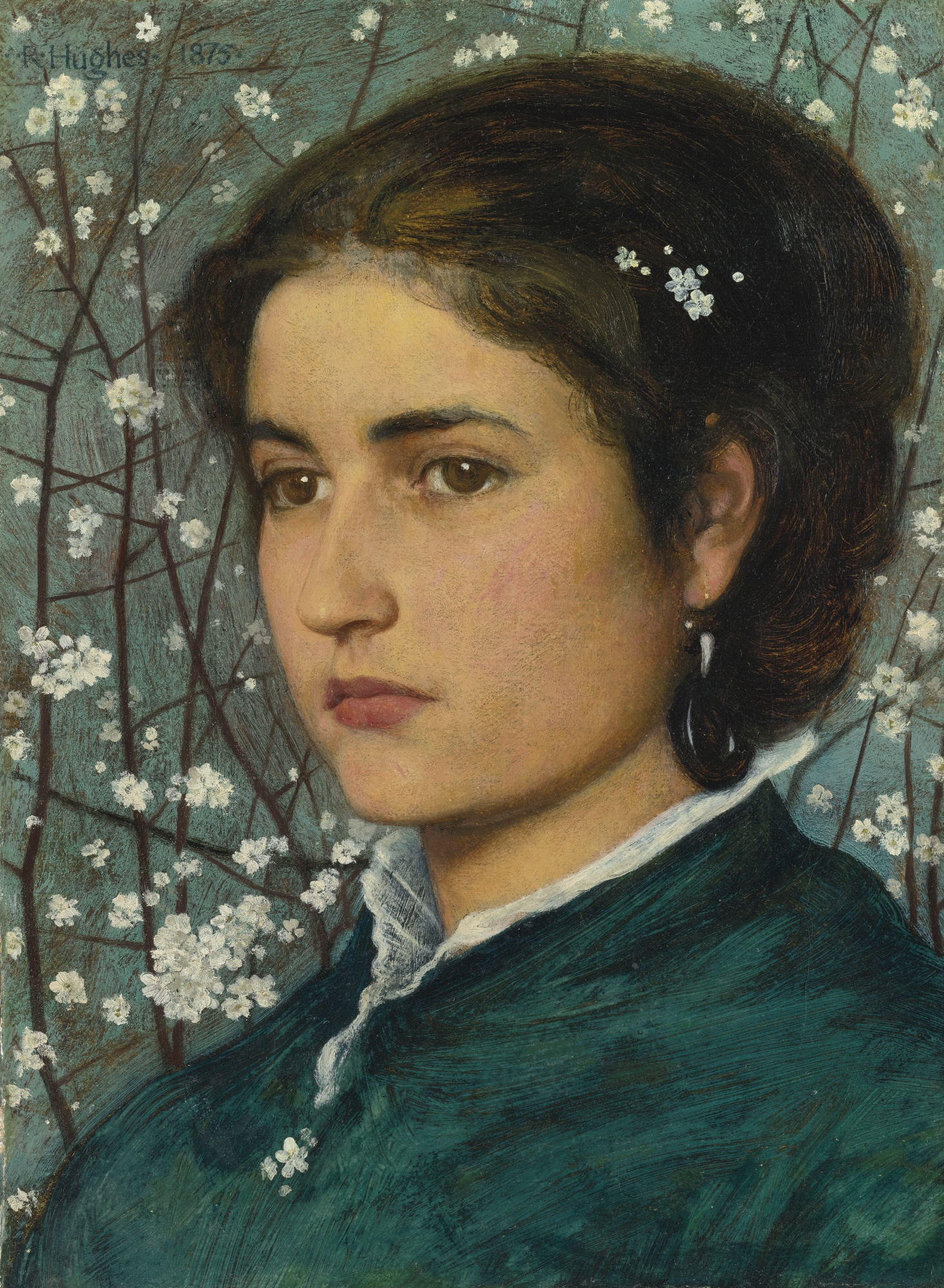
A Young Beauty